# Cardamine macrocarpa
Cardamine macrocarpa är en korsblommig växtart som beskrevs av Townshend Stith Brandegee. Cardamine macrocarpa ingår i släktet bräsmor, och familjen korsblommiga växter. Inga underarter finns listade i Catalogue of Life.